# Делл, Майкл
Майкл Сол Делл (англ. Michael Saul Dell род. 23 февраля 1965, Хьюстон, Техас, США) — американский предприниматель, основатель и руководитель компании Dell. Начинал деятельность своей фирмы в кустарных условиях, предоставляя самодельные модификации IBM PC. В 2013 году занял 49-ю строку в списке 100 богатейших людей мира, с состоянием в 15,9 млрд $. По данным Bloomberg Billionaires Index на январь 2025 года, он занимает 11-е место среди самых богатых людей в мире с состоянием в 130 миллиардов долларов США.

## Биография
Делл вырос в семье зубного техника еврейского происхождения. Учился в школе Memorial High School в Хьюстоне (штат Техас), но не подавал там особых надежд. Уже в возрасте двенадцати лет Майкл стал проявлять признаки редкой сообразительности. На каникулах он подрабатывал на почте; его задача была в том, чтобы убедить жителей начать выписывать местную газету. За каждого нового подписчика ему выплачивали проценты. Мальчик заметил, что легче всего убедить подписаться тех жителей, которые недавно приехали в город. Делл стал платить своим друзьям по два доллара в день, чтобы они находили ему новоселов. Так двенадцатилетний Майкл Делл заработал первые 2000 долларов.
Позже он продавал подписку на журнал Houston Post, при этом использовал технику прямых продаж: узнавал имена и адреса молодожёнов и отсылал им специально составленные письма с поздравлениями, а в качестве подарка предлагал двухнедельную бесплатную подписку на журнал.
Окончив школу, он поступил в Техасский университет в Остине и собирался в дальнейшем стать врачом. Во время учёбы он основал компанию по продаже компьютеров PC’s Limited. Компания в скором времени стала приносить неплохую прибыль, поэтому в 19 лет Делл ушёл из университета и стал тратить всё время на бизнес. В 1987 году PC’s Limited была переименована в Dell Computer Corporation. Несмотря на многочисленные проблемы, преследовавшие компанию (включая проблемы с пожароопасностью лаптопов в 1993 году, временную уступку значительной доли рынка компании Gateway в середине 1990-х годов и другие), компания смогла не только выжить, но и стать самым прибыльным производителем персональных компьютеров в мире. В 2004 году продажи компании составляли более 49 млрд долларов США, а прибыль — около 3 млрд. В 2003 году компания сменила имя на Dell, Inc., так как к тому времени перечень производимых ей товаров значительно расширился.
4 марта 2004 года Майкл Делл ушёл с поста главного управляющего, но остался председателем совета директоров, а Кевин Роллинс занял его место.
В 2005 году в опубликованном журналом «Форбс» списке четырёхсот самых богатых людей Делл был на 4-м месте в США и на 18-м месте в мире. Его состояние оценивалось примерно в 18 млрд долларов США.
В феврале 2017 он был 37-м из богатейших людей мира с состоянием 20,8 млрд долларов США.
Майкл Делл живёт в Малибу, штат Калифорния. Его дом находится на 15-м месте в списке самых больших домов мира, его стоимость оценивается примерно в 18,7 млн долларов США.